# K151 Raycolt
K151 Raycolt (кор. 현마 «Hyeon-ma», ханча 現馬) або Kia Light Tactical Vehicle (KLTV) — легкий військовий позашляховик, розроблений південно-корейською компанією Kia Motors.
Розроблений за підтримки та фінансування Міністерства національної оборони Республіки Корея. Розглядається як заміна поточного парку позашляховиків Kia KM420 і Kia KM450 на озброєнні південнокорейської армії.
Вперше машина була представлена на міжнародній оборонній виставці IDEX-2015, що відбулася в Абу-Дабі, ОАЕ.

## Моделі
KLTV розроблено з можливістю установки на базовому шасі різних модулів для виконання. довгою колісною базою, броньовані та озброєні варіанти. Автомобіль доступний з двома версіями колісної бази — стандартною та подовженою. Доступні як стандартні, так і броньовані варіанти. Броньований варіант має додатковий захист, включаючи куленепробивне скло на лобовому та дверних вікнах, композитні панелі та двері, протимінну підлогу, вибухопоглинаючі сидіння та додаткову броню для навідника. Куленепробивні панелі виготовлені південно-корейським виробником броні Samyang Comtech.
Біля люку на стелі може бути встановлена зброя, як з ручним керуванням, так і з дистанційним. Передбачається установка кулеметів калібру 7,62 або 12,7 мм, автоматичних гранатометів калібру 40 мм або протитанкових ракет. Може бути доданий генератор потужністю 10 кВт для забезпечення живленням бойового модуля та іншого обладнання.

### Стандартна колісна база і броньована стандартна кабіна
- KLTV141 Armored Command Vehicle (броньована командна машина) — базова комплектація. Офіційне позначення — K151 [6]
- KLTV181 Armored Personnel Carrier (бронетранспортер). Офіційне позначення — K152 [7]
- KLTV182 Armored Reconnaissance Vehicle (броньована розвідувальна машина). Офіційне позначення — K152.[8]
- K153C Weapon Carrier (носій озброєння). Має керований вручну важкий кулемет або ПТРК [9]
- K154 Artillery Observation Vehicle (машина управління вогнем артилерії). Спочатку розроблена як багатоцільова машина, але у південнокорейській армії виконує саме функцію машини управління вогнем [10]
- Remote Control Weapon Carrier (носій озброєння з бойовим модулем)[9]

### Стандартна колісна база і стандартна кабіна
- KLTV280 Multi-Purpose Vehicle (багатоцільова машина) — базова комплектація.
- KLTV223 Cargo Truck (вантажна машина). Офіційне позначення — K154C.[9]

### Довга колісна база і стандартна кабіна
- KLTV243 Cargo Truck (вантажна машина) — базова комплектація.[9]
- K351 Shop Van (фургон) [11]
- KLTV240 Cab Chassis Truck. Офіційне позначення — K351C [12]
- Shelter Cargo Truck [9]
- NBC Reconnaissance Vehicle [9]

## Технічні характеристики
| Назва                        | KLTV141 (K151)                                         | KLTV181 (K152)                                         | KLTV182 (K153)                                         | K154                                                   | KLTV280                                                | KLTV223 (K154C)                   | KLTV243                           | K351                        | KLTV240 (K351C)             |
| ---------------------------- | ------------------------------------------------------ | ------------------------------------------------------ | ------------------------------------------------------ | ------------------------------------------------------ | ------------------------------------------------------ | --------------------------------- | --------------------------------- | --------------------------- | --------------------------- |
| Призначення                  | Командно-штабна машина                                 | Бронетранспортер                                       | Бойова розвідувальна машина                            | Машина управління вогнем артилерії                     | Багатоцільова машина                                   | Вантажівка загального призначення | Вантажівка загального призначення | Фургон                      | Шасі з кабіною              |
| Місць                        | 1 + 3                                                  | 1 + 7                                                  | 1 + 4                                                  | 1 + 7                                                  | 1 + 6                                                  | 1 + 1                             | 1 + 3                             | 1 + 3                       | 1 + 3                       |
| Довжина                      | 4900 мм                                                | 4900 мм                                                | 4900 мм                                                | 4900 мм                                                | 4900 мм                                                | 5250 мм                           | 6000 мм                           | 5950 мм                     | 6050 мм                     |
| Ширина                       | 2195 мм                                                | 2195 мм                                                | 2195 мм                                                | 2195 мм                                                | 2195 мм                                                | 2195 мм                           | 2195 мм                           | 2195 мм                     | 2195 мм                     |
| Висота                       | 1980 мм                                                | 2320 мм                                                | 2320 мм                                                | 2320 мм                                                | 2320 мм                                                | 2550 мм                           | 2550 мм                           | 2750 мм                     | 1980 мм                     |
| Кліренс                      | 410 мм                                                 | 410 мм                                                 | 410 мм                                                 | 410 мм                                                 | 405 мм                                                 | 410 мм                            | 405 мм                            | 420 мм                      | 410 мм                      |
| Споряджена вага              | 5700 кг                                                | 5700 кг                                                | 5700 кг                                                | 5700 кг                                                | 5700 кг                                                | 5700 кг                           | 7000 кг                           | 7000 кг                     | 7000 кг                     |
| Потужність двигуна           | 225 к.с. / 3200 об/хв                                  | 225 к.с. / 3200 об/хв                                  | 225 к.с. / 3200 об/хв                                  | 225 к.с. / 3200 об/хв                                  | 225 к.с. / 3200 об/хв                                  | 225 к.с. / 3200 об/хв             | 225 к.с. / 3200 об/хв             | 225 к.с. / 3200 об/хв       | 225 к.с. / 3200 об/хв       |
| Максимальна швидкість        | 130 км/год                                             | 130 км/год                                             | 130 км/год                                             | 130 км/год                                             | 130 км/год                                             | 130 км/год                        | 130 км/год                        | 130 км/год                  | 130 км/год                  |
| Мінімальний радіус розвороту | 7,8 м                                                  | 7,8 м                                                  | 7,8 м                                                  | 7,8 м                                                  | 7,8 м                                                  | 7,8 м                             | 9,2 м                             | 9,2 м                       | 9,2 м                       |
| Глибина долання броду        | 760 мм                                                 | 760 мм                                                 | 760 мм                                                 | 760 мм                                                 | 760 мм                                                 | 760 мм                            | 760 мм                            | 760 мм                      | 760 мм                      |
| Запас ходу                   | 640 км                                                 | 640 км                                                 | 640 км                                                 | 640 км                                                 | 640 км                                                 | 640 км                            | 560 км                            | 560 км                      | 560 км                      |
| Оснащення                    | турельна система, бойовий модуль, Spare tire & Carrier | турельна система, бойовий модуль, Spare tire & Carrier | турельна система, бойовий модуль, Spare tire & Carrier | турельна система, бойовий модуль, Spare tire & Carrier | турельна система, бойовий модуль, Spare tire & Carrier |                                   |                                   | генератор потужністю 10 кВт | генератор потужністю 10 кВт |
| Варіанти                     |                                                        |                                                        | K153C Weapon Carrier                                   | K154C Cargo Truck                                      |                                                        |                                   |                                   | K351C Cab chassis truck     |                             |

## Оператори

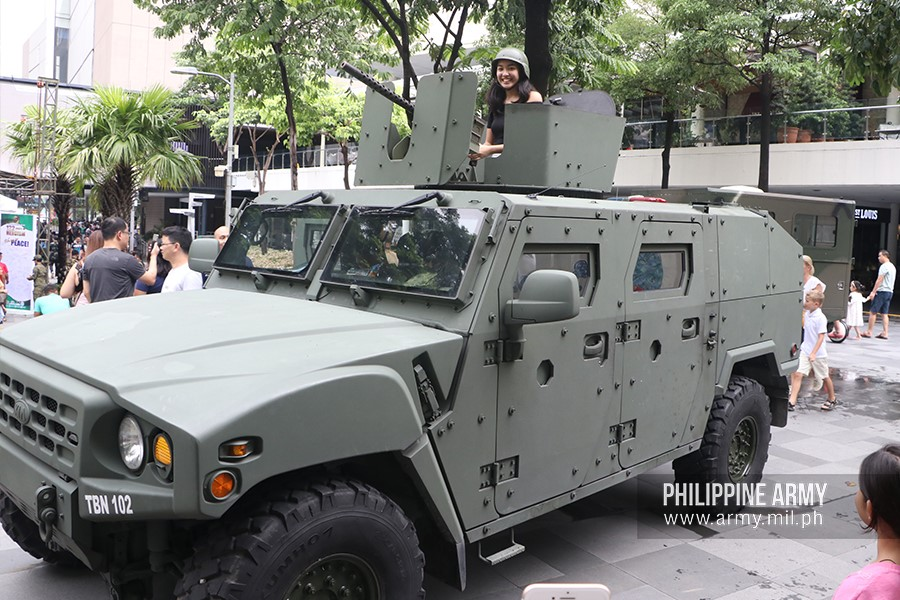
Один з Raycolt KLTV Філіппінської армії, 2019.

- Південна Корея — введення KLTV в експлуатацію розпочато у 2016 році.[13] Ці машини використовувалися Південною Кореєю в миротворчих операціях ООН у Лівані та Місія ООН у Південному Судані[en].[14]
- Малі — збройні сили почали отримувати Kia KLTV у 2017 році для використання силами спеціального призначення.[15]
- Нігерія — збройні сили почали отримувати Kia KLTV у 2020.[16]
- Польща — замовлено 400 одиниць.[17]
- Туркменістан — Державна прикордонна служба Туркменістану[en] має щонайменше десяток KLTV.[18]
- Філіппіни — станом на 2019 рік Збройні сили Філіппін отримали три KLTV для технічної оцінки.[19]
- Чилі — версія KLTV181 була придбана в грудні 2022 року для Корпусу морської піхоти Чилі[en].[20]

Недержавні суб'єкти:
- ІДІЛ — один з KLTV нігерійської армії у грудні 2020 був захоплений бойовиками «Боко харам».[21]